# Edifici a l'avinguda Onze de Setembre, 23 (Guissona)
L'Edifici a l'avinguda Onze de Setembre, 23 és una obra de Guissona (Segarra) protegida com a Bé Cultural d'Interès Local.

## Descripció
Edifici aïllat respecte les alineacions de carrer, de planta quadrada, tres plantes i cobertes a quatre aigües. La façana principal presenta un sòcol remarcat. El primer pis consta de tres obertures de forma rectangular. El segon pis repeteix l'esquema anterior amb un balcó centrat a la façana amb balustrada de pedra. La façana est presenta una obertura a cada planta. Tot l'edifici és arrebossat i sense decoració, exceptuant uns motius de ceràmica ornamental damunt les llindes de les obertures.